# Catherine Samba-Panza
Catherine Samba-Panza (Yamena, Chad, 26 de junio de 1954) es una política centroafricana que ocupó el cargo de presidente de la República Centroafricana de forma interina desde el 20 de enero de 2014 y hasta el 30 de marzo de 2016, tras los sucesos del Golpe de Estado producido en 2013. Es la primera mujer que ocupa este cargo y la octava en el continente africano. Anteriormente desarrolló su actividad política como alcaldesa de Bangui, capital del país. Es una política independiente.

## Biografía
Nació en Yamena, en la antigua colonia del África Ecuatorial Francesa (hoy Chad), de madre centroafricana y de padre camerunés el 26 de junio de 1954. Antes de convertirse en política, ejerció como mujer de negocios y cómo abogada corporativa. A la edad de 18 años se mudó a la República Centroafricana. Comenzó sus estudios de derecho en Bangui y posteriormente viajó a París para continuar en la Universidad Pantheón-Assas. Al regresar a la República Centroafricana tras finalizar sus estudios en Francia, fundó una agencia de brokers de seguros pero se dio cuenta de que hacer negocios y atraer inversiones era una tarea difícil en el imperante clima de corrupción.

## Carrera política

### Alcaldesa de Bangui
Fue nombrada alcaldesa de Bangui, capital de la República Centroafricana, por el National Transitional Council, Consejo Transitorio Nacional (CNT) durante la Rebelión en la República Centroafricana de 2012-2013 el 14 de junio de 2013. Ambas partes del conflicto aceptaron su nombramiento por su reputación de neutralidad e incorruptibilidad, así como por el entonces presidente francés Francois Hollande.

### Presidencia
Tras la dimisión de Michel Djotodia el 10 de enero al reconocer su fracaso para solucionar el conflicto civil, Alexandre-Ferdinand Nguendet ocupó la presidencia hasta la que el CNT eligiera un nuevo presidente. El parlamento de transición designó a Samba-Panza entre ocho candidatos, que tenían que demostrar no tener vínculos ni con los Séléka ni con los Anti-balaka. Samba-Panza ganó la elección, consiguiendo 75 votos frente a los 39 del siguiente candidato más votado, Désiré Kolingba, hijo del expresidente André Kolingba. 
Además de hacer frente a la rebelión, el principal objetivo de Samba-Panza es la celebración de unas elecciones presidenciales para finales de 2014. El 25 de enero nombró a André Nzapayeké como primer ministro de manera interina mientras dure su presidencia.
Su invitación a la negociación entre ambos bandos fue bienvenida.
Tomó posesión como Presidenta el 23 de enero de 2014. André Nzapayeké fue nombrado primer ministro durante el mandato de ella. Heredaron un periodo sin ley, sin policía, o tribunales. Se hablaba de que se convertiría en la "próxima Ruanda;" aunque el periodista de Al Jazeera's Barnaby Phillips consideraba que estaría más cerca del genocidio bosnio puesto que la población se estaba concentrando en barrios puros desde el punto de vista religioso.
Samba-Panza consideraba que la raíz del conflicto estaba en la pobreza y en la falta de gobierno.  Samba-Panza reemplazó a Nzapayeké (que era cristiano) por Mahamat Kamoun (musulmán, aunque sin vínculos con los Séléka) en agosto de 2014. Cómo Séléka no estaba vinculado con Kamoun, amenazaron con boicotear el gobierno y abandonar el alto el fuego.
Samba-Panza fue Presidenta desde el 23 de enero de 2014 hasta el 30 de marzo de 2016 en que Faustin-Archange Touadéra tomó posesión como Presidente tras las elecciones generales de 2015–16. Durante sus dos años como líder de la transición, tuvo la difícil tarea de poner fin a meses de violencia sectaria que dejó a su país destrozado y de organizar unas elecciones nacionales para elegir un nuevo Presidente.

## Elecciones Generales de 2020

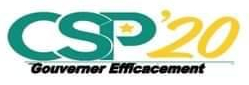
Logo de la campaña presidencial

Catherine Samba-Panza se presentó a las elecciones presidenciales de 2020, pero tan sólo consiguió el 0,9% de los votos.